# キヤノンFDマウントレンズの一覧
キヤノンFDマウントレンズの一覧は、キヤノンFDマウントのレンズ製品の一覧である。

## FDレンズ
このレンズ群よりスーパースペクトラコーティングが一般的になり、このことでレンズを交換してもカラーバランスが変化しない世界初のシステムカメラとなった。基本アタッチメントはφ55mmねじ込み。
- キヤノンフィッシュアイFD7.5mmF5.6（1971年6月発売） - 8群11枚。最短撮影距離0.3m。フィルター内蔵。
- キヤノンフィッシュアイFD7.5mmF5.6S.S.C.（1973年2月発売） - 8群11枚。最短撮影距離0.3m。フィルター内蔵。
- キヤノンフィッシュアイFD15mmF2.8S.S.C.（1973年4月発売） - 対角線魚眼レンズ。9群10枚。最短撮影距離0.3m。スカイライト、Y3、O、Rの4種フィルター内蔵。
- キヤノンFD17mmF4S.S.C.（1973年3月発売） - 9群11枚。最短撮影距離0.25m。アタッチメントはφ72mmねじ込み。
- キヤノンFD17mmF4（1971年3月発売） - 9群11枚。最短撮影距離0.25m。アタッチメントはφ72mmねじ込み。
- キヤノンFD20mmF2.8S.S.C.（1973年3月発売） - 9群10枚。最短撮影距離0.25m。アタッチメントはφ72mmねじ込み。
- キヤノンFD24mmF1.4S.S.C.アスフェリカル（1975年3月発売） - 第8レンズの第2面に研削非球面レンズを含む8群10枚。最短撮影距離0.3m。アタッチメントはφ72mmねじ込み。
- キヤノンFD24mmF2.8S.S.C.（1973年3月発売） - 8群9枚。最短撮影距離0.3m。アタッチメントはφ55mmねじ込み。
- キヤノンFD24mmF2.8（1971年3月発売） - 8群9枚。最短撮影距離0.3m。アタッチメントはφ55mmねじ込み。
- キヤノンFD28mmF2S.S.C.（1975年11月発売） - 8群9枚。最短撮影距離0.3m。アタッチメントはφ55mmねじ込み。
- キヤノンFD28mmF2.8S.C.（1975年3月発売） - 7群7枚。最短撮影距離0.3m。アタッチメントはφ55mmねじ込み。
- キヤノンFD28mmF3.5（1971年3月発売） - 6群6枚。最短撮影距離0.4m。アタッチメントはφ55mmねじ込み。
- キヤノンFD28mmF3.5S.C.（1973年3月発売） - 6群6枚。最短撮影距離0.4m。アタッチメントはφ55mmねじ込み。
- キヤノンFD35mmF2（1971年3月発売） - 8群9枚。最短撮影距離0.3m。アタッチメントはφ55mmねじ込み。
- キヤノンFD35mmF2S.S.C.（1973年3月発売） - 8群9枚。近距離補正で最短撮影距離0.3m。アタッチメントはφ55mm。
- キヤノンTS35mmF2.8S.S.C.（1973年3月発売） - 8群9枚。最短撮影距離0.3m。アタッチメントはφ58mmねじ込み。発売当時一眼レフカメラ用レンズとして世界で唯一ティルトとシフトの両方が可能であったレンズ。
- キヤノンFD35mmF3.5（1971年3月発売） - 6群6枚。最短撮影距離0.4m。アタッチメントはφ55mmねじ込み。
- キヤノンFD35mmF3.5S.C.（1973年3月発売） - 6群6枚。最短撮影距離0.4m。アタッチメントはφ55mmねじ込み。
- キヤノンFD50mmF1.4（1971年3月発売） - 6群7枚。最短撮影距離0.45m。アタッチメントはφ55mmねじ込み。
- キヤノンFD50mmF1.4S.S.C.（1973年3月発売） - 6群7枚。最短撮影距離0.45m。アタッチメントはφ55mmねじ込み。
- キヤノンFD50mmF1.8（1973年3月発売） - 6群6枚。最短撮影距離0.6m。アタッチメントはφ55mmねじ込み。
- キヤノンFD50mmF1.8S.C.（1973年3月発売） - 6群6枚。最短撮影距離0.6m。アタッチメントはφ55mmねじ込み。
- キヤノンFD50mmF1.8S.C.（1976年3月発売） - 4群6枚。最短撮影距離0.6m。アタッチメントはφ55mmねじ込み。
- キヤノンFDM50mmF3.5S.S.C.（1973年3月発売） - 4群6枚。最短撮影距離0.232m。アタッチメントはφ55mmねじ込み。
- キヤノンFD55mmF1.2（1971年3月発売） - 5群7枚。最短撮影距離0.6m。アタッチメントはφ58mmねじ込み。
- キヤノンFD55mmF1.2S.S.C.（1973年3月発売） - 5群7枚。最短撮影距離0.6m。アタッチメントはφ58mmねじ込み。
- キヤノンFD AL55mmF1.2（1971年3月発売） - 第2レンズ第1面に研削非球面レンズを含む6群8枚。最短撮影距離0.6m。アタッチメントはφ55mmねじ込み。
- キヤノンFD AL55mmF1.2S.S.C.（1973年3月発売） - 研削非球面レンズを含む6群8枚。最短撮影距離0.6m。アタッチメントはφ58mmねじ込み。
- キヤノンFD55mmF1.2S.S.C.アスフェリカル（1975年3月発売） - 非球面レンズを含む6群8枚。最短撮影距離0.6m。アタッチメントはφ58mmねじ込み。
- キヤノンFD85mmF1.2S.S.C.アスフェリカル（1975年3月発売） - 非球面レンズを含む6群8枚。最短撮影距離1m。アタッチメントはφ72mmねじ込み。
- キヤノンFD85mmF1.8S.S.C.（1974年4月発売） - 4群6枚。最短撮影距離0.9m。アタッチメントはφ55mmねじ込み。
- キヤノンFD100mmF2.8（1971年3月発売） - 5群5枚。最短撮影距離1m。アタッチメントはφ55mmねじ込み。
- キヤノンFD100mmF2.8S.S.C.（1973年3月発売） - 5群5枚。最短撮影距離1m。アタッチメントはφ55mmねじ込み。
- キヤノンFDM100mmF4S.C.（1975年10月発売） - 3群5枚。最短撮影距離0.45m。アタッチメントはφ55mmねじ込み。
- キヤノンFD135mmF2.5（1971年3月発売） - 5群6枚。最短撮影距離1.5m。アタッチメントはφ58mmねじ込み。
- キヤノンFD135mmF2.5S.C.（1973年3月発売） - 5群6枚。最短撮影距離1.5m。アタッチメントはφ58mmねじ込み。
- キヤノンFD135mmF3.5（1970年7月発売） - 3群4枚。最短撮影距離1.5m。アタッチメントはφ55mmねじ込み。
- キヤノンFD135mmF3.5S.C.（1973年3月発売） - 3群4枚。最短撮影距離1.5m。アタッチメントはφ55mmねじ込み。
- キヤノンFD135mmF3.5S.C.（1976年11月発売） - 4群4枚。最短撮影距離1.5m。アタッチメントはφ55mmねじ込み。
- キヤノンFD200mmF2.8S.S.C.（1975年3月発売） - 5群5枚。最短撮影距離1.8m。アタッチメントはφ72mmねじ込み。
- キヤノンFD200mmF4（1971年3月発売） - 5群6枚。最短撮影距離2.5m。アタッチメントはφ55mmねじ込み。
- キヤノンFD200mmF4S.S.C.（1973年3月発売） - 5群6枚。最短撮影距離2.5m。アタッチメントはφ55mmねじ込み。
- キヤノンFD L300mmF2.8S.S.C.フローライト（1975年10月発売） - 蛍石レンズを含む5群6枚。最短撮影距離3.5m。フィルターは専用。
- キヤノンFD300mmF4S.S.C.（1978年1月発売） - 6群6枚。最短撮影距離3m。フィルターは後部装着φ34mmねじ込み。
- キヤノンFD L300mmF4（1978年12月発売） - 7群7枚。最短撮影距離3m。フィルターは後部装着φ34mmねじ込み。
- キヤノンFD300mmF5.6（1971年3月発売） - 5群6枚。最短撮影距離4m。アタッチメントはφ58mmねじ込み。
- キヤノンFD300mmF5.6S.C.（1973年3月発売） - 5群6枚。最短撮影距離4m。アタッチメントはφ58mmねじ込み。
- キヤノンFD300mmF5.6S.S.C.（1977年3月発売） - 5群6枚。最短撮影距離3m。アタッチメントはφ55mmねじ込み。
- キヤノンFD400mmF4.5S.S.C.（1975年10月発売） - 5群6枚。最短撮影距離4m。フィルターは専用。
- キヤノンFD L500mmF4.5（1979年5月発売） - 第2レンズに蛍石レンズ、第4レンズにUDレンズを含む6群7枚。最短撮影距離4m。フィルターは後部装着φ48mmねじ込み。
- キヤノンレフレックスFD500mmF8S.S.C.（1978年9月発売） - 反射望遠レンズ。3群6枚。最短撮影距離4m。フィルターは後部装着φ34mmねじ込み。
- キヤノンFD600mmF4.5S.S.C.（1976年7月発売） - 5群6枚。最短撮影距離8m。フィルターは後部装着φ48mmねじ込み。
- キヤノンFD800mmF5.6S.S.C.（1976年7月発売） - 5群6枚。最短撮影距離14m。フィルターは後部装着φ48mmねじ込み。
- キヤノンFD L800mmF5.6（1979年12月発売） - 6群7枚。最短撮影距離14m。フィルターは後部装着φ48mmねじ込み。
- キヤノンFD24-35mmF3.5S.S.C.アスフェリカル（1978年2月発売） - 非球面レンズを含む9群12枚。最短撮影距離0.4m。アタッチメントはφ72mmねじ込み。
- キヤノンFD28-50mmF3.5S.S.C.（1976年7月発売） - 9群10枚。最短撮影距離0.3m。アタッチメントはφ58mmねじ込み。
- キヤノンFD35-70mmF2.8-3.5S.S.C.（1973年12月発売） - 10群10枚。最短撮影距離0.3m。アタッチメントはφ58mmねじ込み。
- キヤノンFD80-200mmF4S.S.C.（1976年10月発売） - 11群15枚。最短撮影距離1m。アタッチメントはφ55mmねじ込み。
- キヤノンFD85-300mmF4.5S.S.C.（1974年4月発売） - 11群15枚。最短撮影距離2.5m。フィルターはシリーズIXを使用する。
- キヤノンFD100-200mmF5.6（1971年5月発売） - 5群8枚。最短撮影距離2.5m。アタッチメントはφ55mmねじ込み。
- キヤノンFD100-200mmF5.6S.S.C（1973年3月発売） - 5群8枚。最短撮影距離2.5m。アタッチメントはφ55mmねじ込み。

## ニューFDレンズ
ロック機構の付いたワンタッチ着脱方式を採用した。製品上での刻印は従来通り。小型化も同時に進められ、それに伴い基本アタッチメントはφ52mmねじ込みに変更された。スーパースペクトラコーティングを意味する「S.S.C.」表記は廃止された。
- キヤノンフィッシュアイ7.5mmF5.6 - 8群11枚。
- キヤノンフィッシュアイFD15mmF2.8（1980年1月発売） - 9群10枚。最短撮影距離0.2m。フィルター内蔵。
- キヤノンFD L14mmF2.8（1982年7月発売） - 非球面レンズを含む10群14枚。最短撮影距離0.25m。フィルターはゼラチンフィルターを使用する。
- キヤノンFD17mmF4（1979年12月発売） - 9群11枚。最短撮影距離0.25m。アタッチメントはφ72mmねじ込み。
- キヤノンFD20mmF2.8 - 9群10枚。最短撮影距離0.25m。アタッチメントはφ72mmねじ込み。
- キヤノンFD L24mmF1.4（1979年12月発売） - 非球面レンズを含む8群10枚。最短撮影距離0.3m。アタッチメントはφ72mmねじ込み。
- キヤノンFD24mmF2（1979年6月発売） - 9群11枚。最短撮影距離0.3m。アタッチメントはφ52mmねじ込み。
- キヤノンFD24mmF2.8（1979年6月発売） - 9群10枚。最短撮影距離0.3m。アタッチメントはφ52mmねじ込み。
- キヤノンFD28mmF2（1979年6月発売） - 9群10枚。最短撮影距離0.3m。アタッチメントはφ52mmねじ込み。
- キヤノンFD28mmF2.8（1979年6月発売） - 7群7枚。最短撮影距離0.3m。アタッチメントはφ52mmねじ込み。
- キヤノンFD35mmF2（1979年12月発売） - 8群10枚。最短撮影距離0.3m。アタッチメントはφ52mmねじ込み。
- キヤノンFD35mmF2.8（1979年6月発売） - 5群6枚。最短撮影距離0.35m。アタッチメントはφ52mmねじ込み。
- キヤノンFD L50mmF1.2（1980年10月発売） - 非球面レンズを含む6群8枚。最短撮影距離0.5m。アタッチメントはφ52mmねじ込み。
- キヤノンFD50mmF1.2（1980年12月発売） - 6群7枚。最短撮影距離0.5m。アタッチメントはφ52mmねじ込み。
- キヤノンFD50mmF1.4（1979年6月発売） - 6群7枚。最短撮影距離0.45m。アタッチメントはφ52mmねじ込み。
- キヤノンFD50mmF1.8（1979年6月発売） - 4群6枚。最短撮影距離0.6m。アタッチメントはφ52mmねじ込み。
- キヤノンFD50mmF2（1980年7月発売） - 4群6枚。最短撮影距離0.6m。アタッチメントはφ52mmねじ込み。
- キヤノンマクロFD50mmF3.5（1979年6月発売） - 4群6枚。最短撮影距離0.232m。アタッチメントはφ52mmねじ込み。
- キヤノンFD L85mmF1.2（1980年3月発売） - 非球面レンズを含む6群8枚。最短撮影距離0.9m。アタッチメントはφ72mmねじ込み。
- キヤノンFD85mmF1.8（1979年6月発売） - 4群6枚。最短撮影距離0.85m。アタッチメントはφ52mmねじ込み。
- キヤノンソフトフォーカスFD85mmF2.8（1983年2月発売） - ピントリングを直進方向に移動させるとソフトフォーカス量を変更でき、ピント位置が変わらないためシャープな状態でピント合わせをすることが可能で、またシャープな一般レンズとしても使用できる。4群6枚。最短撮影距離0.8m。アタッチメントはφ58mmねじ込み。
- キヤノンFD100mmF2（1980年1月発売） - 4群6枚。最短撮影距離1m。アタッチメントはφ52mmねじ込み。
- キヤノンFD100mmF2.8（1979年6月発売） - 5群5枚。最短撮影距離1m。アタッチメントはφ52mmねじ込み。
- キヤノンマクロFD100mmF4（1979年9月発売） - 3群5枚。最短撮影距離0.45m。アタッチメントはφ52mmねじ込み。
- キヤノンFD135mmF2（1980年5月発売） - 5群6枚。最短撮影距離1.3m。アタッチメントはφ72mmねじ込み。
- キヤノンFD135mmF2.8（1979年6月発売） - 5群6枚。最短撮影距離1.3m。アタッチメントはφ52mmねじ込み。
- キヤノンFD135mmF3.5（1979年6月発売） - 4群4枚。最短撮影距離1.3m。アタッチメントはφ52mmねじ込み。
- キヤノンFD L200mmF1.8（1989年11月発売） - 9群11枚。最短撮影距離2.5m。フィルターは後部装着φ48mmねじ込み。レンズ構成が同一のEOS用EFレンズが先に発売され、FDマウント版が後になった唯一の例。
- キヤノンFD200mmF2.8（1979年6月発売） - 5群5枚。最短撮影距離1.8m。アタッチメントはφ72mmねじ込み。
- キヤノンFD200mmF2.8（1982年10月発売） - 6群7枚。最短撮影距離1.5m。アタッチメントはφ72mmねじ込み。
- キヤノンFD200mmF4（1979年6月発売） - 6群7枚。最短撮影距離1.5m。アタッチメントはφ52mmねじ込み。
- キヤノンマクロFD200mmF4（1981年4月発売） - 6群9枚。最短撮影距離0.58m。アタッチメントはφ58mmねじ込み。
- キヤノンFD L300mmF2.8（1981年4月発売） - 第2レンズ蛍石と第3レンズUDレンズを含む7群9枚。最短撮影距離3m。フィルターは後部装着φ48mmねじ込み。
- キヤノンFD L300mmF4（1980年5月発売） - UDレンズ2枚を含む7群7枚。最短撮影距離3m。フィルターは後部装着φ34mmねじ込み。
- キヤノンFD300mmF4（1979年6月発売） - 6群6枚。最短撮影距離3m。フィルターは後部装着φ34mmねじ込み。
- キヤノンFD300mmF5.6（1979年6月発売） - 5群6枚。最短撮影距離3m。アタッチメントはφ58mmねじ込み。
- キヤノンFD L400mmF2.8（1981年9月発売） - UDレンズ2枚を含む8群10枚。最短撮影距離4m。フィルターは後部装着φ48mmねじ込み。
- キヤノンFD400mmF4.5（1981年7月発売） - 5群6枚。最短撮影距離4m。フィルターは後部装着φ34mmねじ込み。
- キヤノンFD L500mmF4.5（1981年12月発売） - 蛍石レンズ、UDレンズを含む6群7枚。最短撮影距離5m。フィルターは後部装着φ48mmねじ込み。
- キヤノンレフレックス500mmF8（1980年3月発売） - 反射望遠レンズ。3群6枚。最短撮影距離4m。フィルターは後部装着φ34mmねじ込み。
- キヤノンFD600mmF4.5（1981年1月発売） - 5群6枚。最短撮影距離8m。フィルターは後部装着φ48mmねじ込み。
- キヤノンFD L800mmF5.6（1981年1月発売） - UDレンズを含む6群7枚。最短撮影距離14m。フィルターは後部装着φ48mmねじ込み。
- キヤノンFD L1200mmF5.6（非売品） - 蛍石レンズ2枚を含む11群13枚。切替式x1.4エクステンダー内蔵で1700mmF8相当の撮影も可能であった。フィールドスポーツ等の特定業務用に貸出のみ行われた非売品。
- キヤノンFD L20-35mmF3.5（1984年4月発売） - 第1レンズ第1面に非球面レンズを含む11群11枚。最短撮影距離0.5m。アタッチメントはφ72mmねじ込み。
- キヤノンFD L24-35mmF3.5（1979年12月発売） - 第1レンズ第1面に研削非球面レンズを含む9群12枚。最短撮影距離0.4m。アタッチメントはφ72mmねじ込み。
- キヤノンFD28-50mmF3.5（1979年9月発売） - 9群10枚。最短撮影距離1m。アタッチメントはφ58mmねじ込み。
- キヤノンFD28-55mmF3.5（1983年12月発売） - 10群10枚。最短撮影距離0.4m。アタッチメントはφ52mmねじ込み。
- キヤノンFD28-85mmF4（1985年11月発売） - 11群13枚。最短撮影距離0.5m。アタッチメントはφ72mmねじ込み。
- キヤノンFD35-70mmF2.8-3.5（1979年9月発売） - 10群10枚。最短撮影距離1m。アタッチメントはφ58mmねじ込み。
- キヤノンFD35-70mmF3.5-4.5（1983年3月発売） - 8群9枚。最短撮影距離0.5m。アタッチメントはφ52mmねじ込み。
- キヤノンFD35-70mmF4（1979年6月発売） - 8群8枚。最短撮影距離0.5m。アタッチメントはφ52mmねじ込み。
- キヤノンFD AF35-70mmF4（1981年5月発売） - 史上初のオートフォーカスズームレンズ。8群8枚。最短撮影距離0.5（オートフォーカス使用時0.94）m。アタッチメントはφ52mmねじ込み。
- キヤノンFD35-105mmF3.5（1981年4月発売） - 13群15枚。最短撮影距離1.5m。アタッチメントはφ72mmねじ込み。
- キヤノンFD35-105mmF3.5-4.5（1985年12月発売） - 第12レンズにガラスモールド非球面レンズを含む11群14枚。最短撮影距離1.2m。アタッチメントはφ58mmねじ込み。
- キヤノンFD50-135mmF3.5（1981年12月発売） - 12群16枚。最短撮影距離1.5m。アタッチメントはφ58mmねじ込み。
- キヤノンFD L50-300mmF4.5（1982年7月発売） - UDレンズを含む13群16枚。最短撮影距離2.53m。フィルターは後部装着φ34mmねじ込み。
- キヤノンFD70-150mmF4.5（1979年6月発売） - 9群12枚。最短撮影距離1.5m。アタッチメントはφ52mmねじ込み。
- キヤノンFD70-210mmF4（1980年10月発売） - 9群12枚。最短撮影距離1.2m。アタッチメントはφ58mmねじ込み。
- キヤノンFD75-200mmF4.5（1984年7月発売） - 8群11枚。最短撮影距離1.8m。アタッチメントはφ52mmねじ込み。
- キヤノンFD L80-200mmF4（1985年11月発売） - 蛍石レンズとUDレンズを含む12群14枚。最短撮影距離0.95m。アタッチメントはφ58mmねじ込み。
- キヤノンFD80-200mmF4（1979年6月発売） - 11群15枚。最短撮影距離1m。アタッチメントはφ58mmねじ込み。
- キヤノンFD85-300mmF4.5（1981年1月発売） - 11群15枚。最短撮影距離2.5m。フィルターはシリーズIXを使用する。
- キヤノンFD100-200mmF5.6（1979年6月発売） - 5群8枚。最短撮影距離2.5m。アタッチメントはφ52mmねじ込み。
- キヤノンFD100-300mmF5.6（1980年5月発売） - 9群14枚。最短撮影距離2m。アタッチメントはφ58mmねじ込み。
- キヤノンFD L100-300mmF5.6（1985年11月発売） - 第2レンズ蛍石レンズ、第7レンズUDレンズを含む10群15枚。最短撮影距離2（マクロ時1）m。アタッチメントはφ58mmねじ込み。
- キヤノンFD L150-600mmF5.6（1982年8月発売） - UDガラスを含む15群19枚。最短撮影距離12m。フィルターは後部装着φ34mmねじ込み。ピントノブを前後させるとズームするという特殊操作系を採用している。

## ACレンズ
キヤノンT80のボディーから距離の信号を受け取りレンズに内蔵されたモーターでピントを合わせる。FDマウント。
- キヤノンAC50mmF1.8（1985年4月発売） - 4群6枚。最短撮影距離0.5m。アタッチメントはφ52mm。
- キヤノンAC35-70mmF3.5-4.5（1985年4月発売） - 8群9枚。最短撮影距離0.39m。アタッチメントはφ52mm。
- キヤノンAC75-200mmF4.5（1985年6月発売） - 8群11枚。最短撮影距離1.8m。アタッチメントはφ58mm。